# Франц Бауер
Народився у Фельдсберзі, Нижня Австрія (тепер Валтіце, Чехія), він був сином Лукаса Бауера (помер 1761), придворного художника принца Ліхтенштейну, і брата художників Йозефа Антона (1756–1830) і Фердинанда Бауера ( 1760–1826). Після смерті Лукаса Бауера його дружина Тереза продовжувала давати трьом своїм синам уроки мистецтва та ілюстрації. Йозеф замінив свого батька на посаді придворного художника і згодом став охоронцем галереї у Відні.
Франциск і Фердинанд уперше опанували мистецтво ботанічної ілюстрації у 1763 році завдяки отцю Норберту Бочіусу, абату Фельдсберга. Під його керівництвом вони створили понад 2000 акварельних малюнків рослин. Згодом брати почали працювати як художники рослин для графа Дітріхштайна у Відні.
Франц займався ілюструванням робіт барона Ніколауса Йозефа фон Жакіна та його сина, барона Йозефа Франца фон Жакіна, у садах Шенбрунна. Пізніше він супроводжував Жакіна-молодшого до Лондона, де познайомився з сером Джозефом Бенксом. Вражений майстерністю Франца, Бенкс допоміг йому отримати посаду першого ботанічного ілюстратора в Королівських ботанічних садах Кью та музеї з щорічною платнею в 300 фунтів стерлінгів.
Франц залишався на цій посаді до кінця життя, створивши численні видатні ботанічні та анатомічні ілюстрації. Він став членом Королівського товариства і отримав почесний титул «ботанічного художника Його Величності» короля Георга III.
До 1790 року Бауер оселився в Кью і брав участь у детальних картинах і малюнках розтинів квітів, часто на мікроскопічному рівні, і дуже ретельно розфарбовував літографічні копії своїх робіт. Протягом цього часу він навчав королеву Шарлотту, принцесу Єлизавету та Вільяма Гукера мистецтву ілюстрації та часто розважав друзів і ботаніків у себе вдома. Він помер у 1840 році та похований у церкві Св. Анни, Кью,  поруч із Томасом Гейнсборо . Його спадок можна знайти в таких розкішних публікаціях, як «Окреслення екзотичних рослин» (1796–1803), його співпраця з Джоном Ліндлі «Ілюстрації орхідних рослин» (1830–38) і його делікатні літографії в Strelitzia Depicta (1818).

## Твори ілюстровані
- Окреслення екзотичних рослин, культивованих у Королівському саду в Кью. Намальовані та розфарбовані та ботанічні символи, відображені відповідно до системи Ліннея Френсіса Бауера. Опубліковано Вільямом Ейтоном, округ Колумбія (Передмова сера Джозефа Бенкса .) 1796-83
- Роди та види орхідних рослин, проілюстровані малюнками на камені за ескізами Френсіса Бауера Джона Ліндлі. Лондон, Ridgways і Treuttel, Wurtz, 1830-1838.
- Роди filicum; або ілюстрації папоротей та інших споріднених родів; з оригінальних кольорових малюнків покійного Френсіса Бауера; з доповненнями та описом високого друку, автор: сер Вільям Джексон Гукер. Лондон, HG Bohn, 1842.

## Галерея

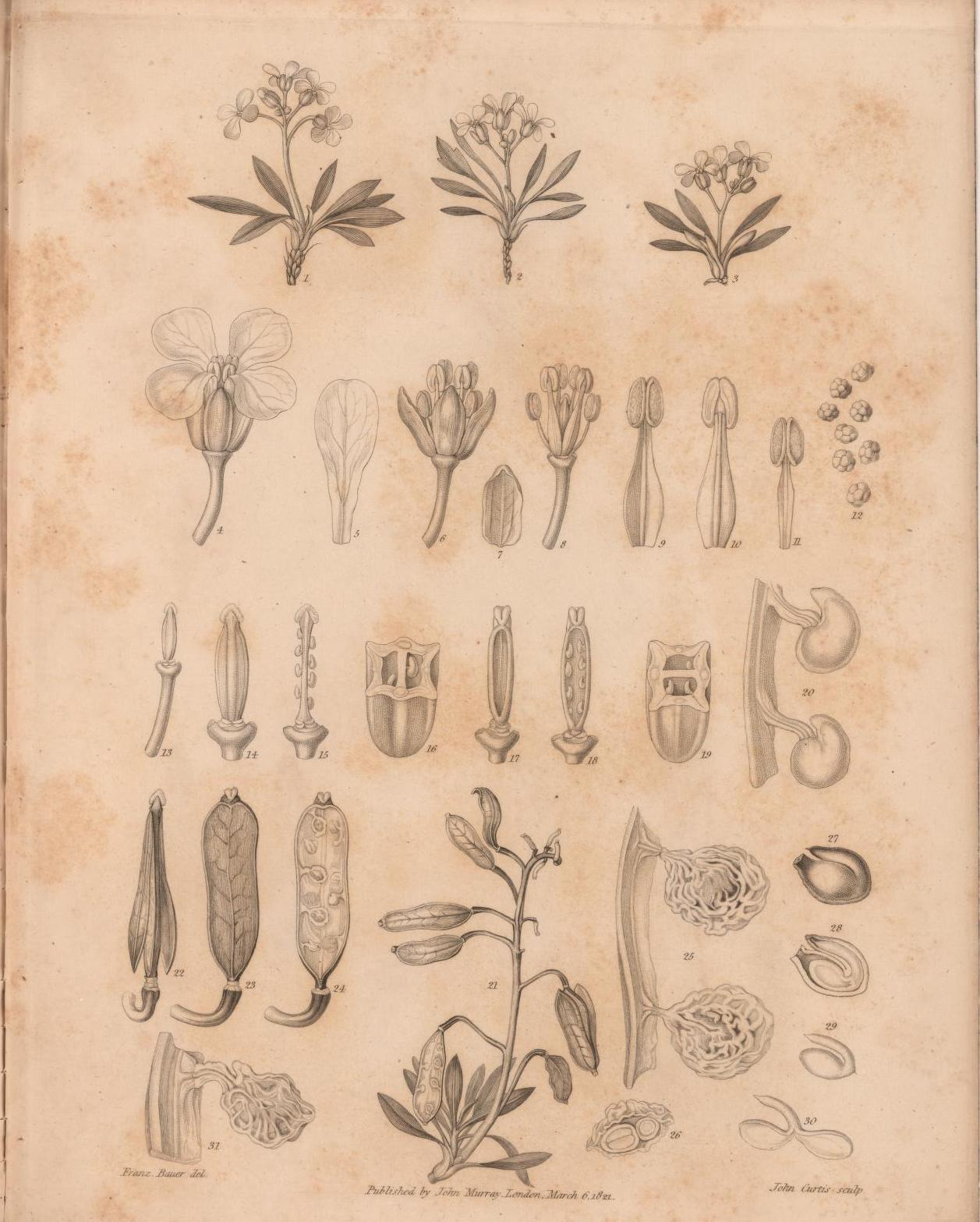
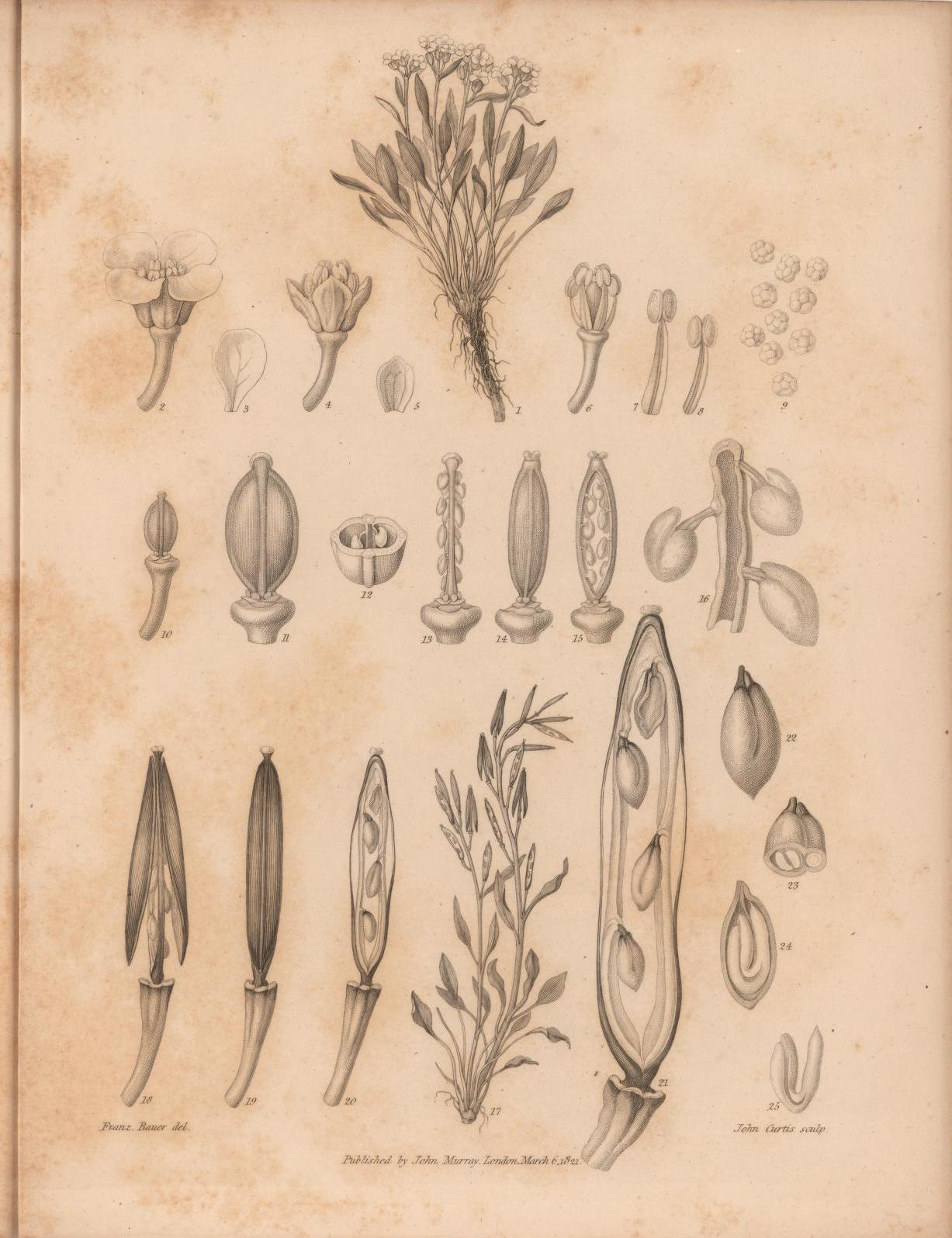
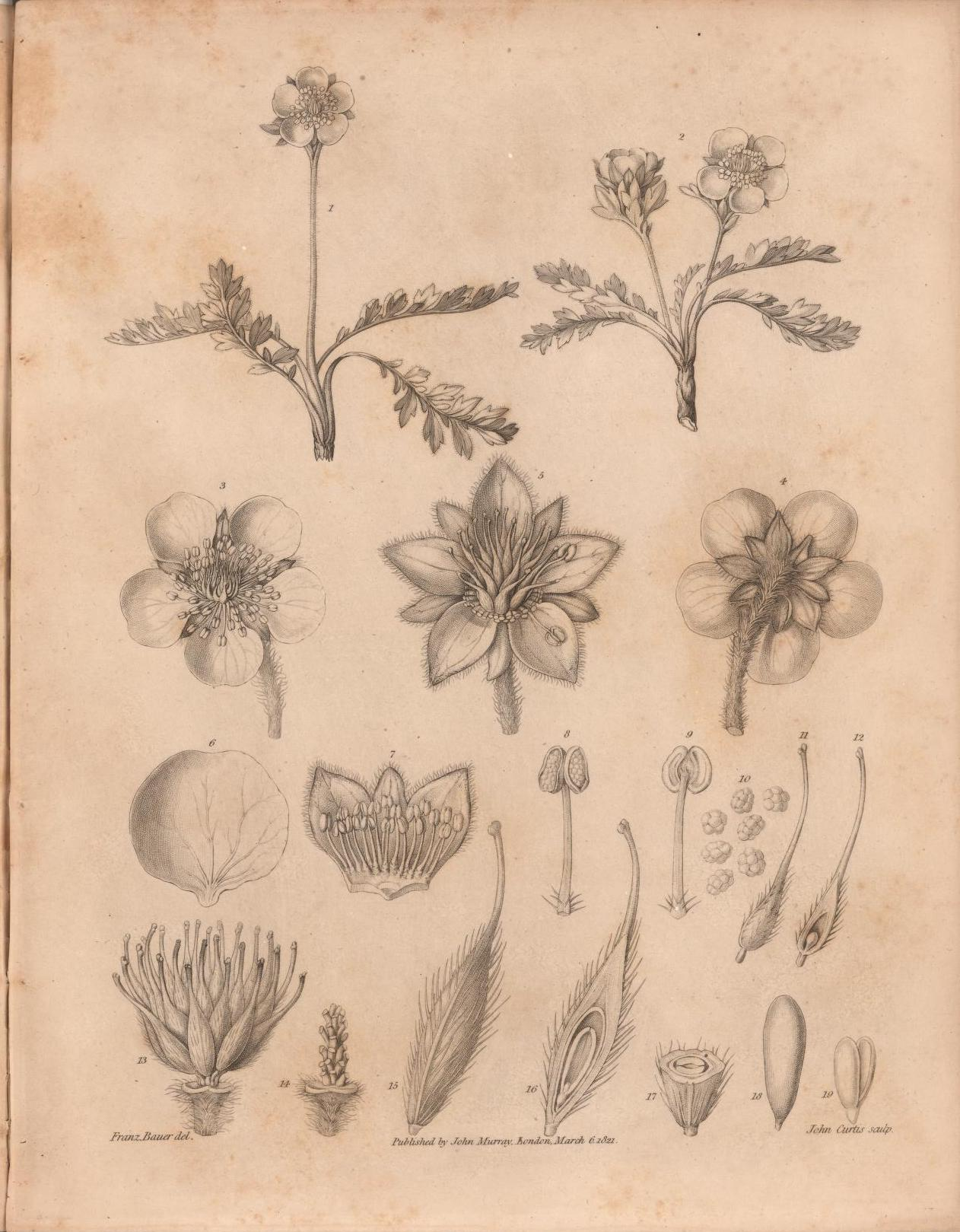
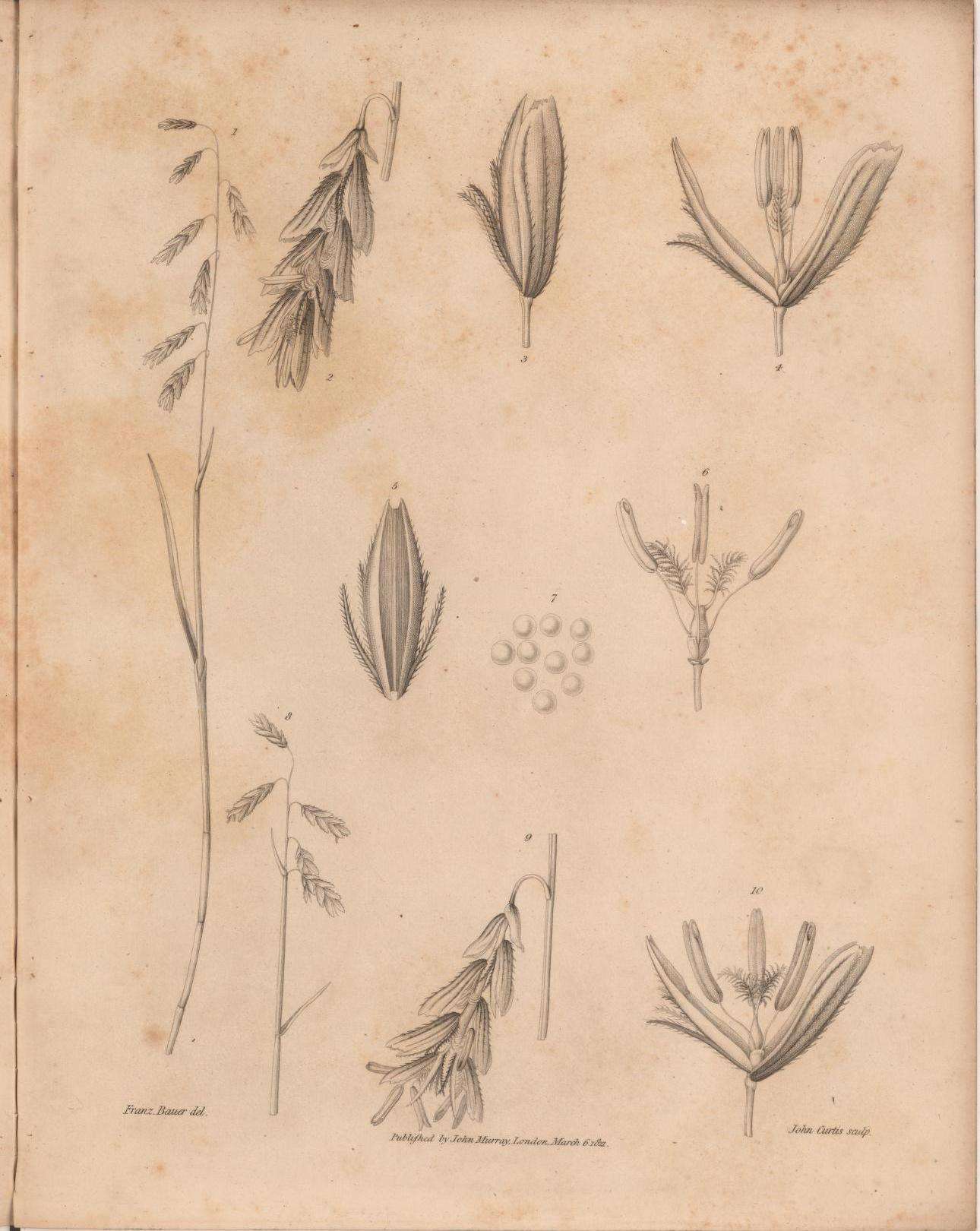